# Domestik (film)
Domestik je český film režiséra Adama Sedláka z roku 2018. Pojednává o profesionálním cyklistovi Romanovi, který je tak posedlý touhou po vítězství, až to přeroste do problémů s jeho ženou Šarlotou, která se marně snaží otěhotnět. Scénář filmu ocenila Filmová nadace jako scénář roku. Film byl uveden v hlavní soutěži na Mezinárodním filmovém festivalu v Karlových Varech.

## Výroba
Film se natáčel 24 dní.

## Obsazení
| Jiří Konvalinka | Roman   |
| Tereza Hofová   | Šarlota |

## Recenze
- Rimsy, MovieZone.cz [3]
- František Fuka, FFFilm [4]
- Mirka Spáčilová, iDNES.cz [5]